# ヴォクサン
ヴォクサンまたはボクサン（Voxan）は、フランスピュイ＝ド＝ドーム県イソワールに本社を置くオートバイメーカー・ブランドである。

## 概要
1995年にジャック・ガレットによって設立された。アラン・シュバリエも参加し、エンジンを担当するソデツをマクニールに設立した。1997年にはプロトタイプを生産した。
2002年6月に、ディディエ・カズーと開発会社が株主となり、2003年4月に再びオートバイメーカーとしスタートした。2010年6月2日、ヴェンチュリーに買収されることが発表された。

## 車種
- カフェレーサー05
- ストリートスクランブラー
- ブラックマジック
- シャレードレーシング
- VX-10 ネフェルティティ